# Brit Awards
A BRIT Awards (gyakran csak BRITs) a Brit Hanglemezgyártók Szövetségének éves díjátadója. A díjátadó neve a British Record Industry Trusts Show rövidítése. A díjátadó klasszikus zenei megfelelőjét a Classic BRIT Awards-ot májusban tartják. Az első BRITs-et 1977-ben tartották, majd 1982-től rendezték meg évente a BPI szervezésében. 1989-ben kapta meg mai nevét a díjátadó, a MasterCard régóta támogatója az események.
A BRIT Awards a brit zenetörténet több ikonikus történésének is adott helyet. Többek között Freddie Mercury utolsó publikus megjelenése, Jarvis Cocker Michael Jackson elleni tüntetése, az Oasis és a Blur közötti versengés csúcspontja és mikor a Chumbawamba egyik tagja egy vödör jeges vizet öntött John Prescott helyettes miniszterelnökre. Ezeknek következtében 1990-es években a díjátadó anarchikusként és kiszámíthatatlanként volt ismert.
1989-ig élőben adták a díjátadót, amelyet követően 2006-ig felvették, majd a következő este adták le. 2007 óta az ITV közvetíti. Ebben az évben három díjat is töröltek a kategóriák közül: a Legjobb brit rock előadót, a Legjobb brit városi előadót és a Legjobb pop előadót is. 2010-ben volt az Earls Court Exhibition Centre utoljára a díjátadó helyszíne, amelyet követően az O2 Aréna adott neki otthont.
Robbie Williams tartja a rekordot a legtöbb elnyert díjat, 13-at szólóelőadóként és ötöt a Take That tagjaként. A legsikeresebb nemzetközi előadók Prince és a U2, hét elnyert díjjal.

## Ceremóniák

### BPI-éra
Az eredeti ceremóniát a Thames Television, 1985-től a BBC közvetítette. 1982 és 1984 között nem adták le a díjátadókat.

| # | Év   | Dátum       | Az év brit albuma kategória győztesei               | Az év brit kislemeze kategória győztesei                        | Kiemelkedő hozzájárulás a zenéhez díj / BRITs Icon győztesei | Műsorvezető   | Helyszín                  |
| - | ---- | ----------- | --------------------------------------------------- | --------------------------------------------------------------- | ------------------------------------------------------------ | ------------- | ------------------------- |
| 1 | 1977 | október 18. | Sgt. Pepper's Lonely Hearts Club Band – The Beatles | Bohemian Rhapsody – Queen A Whiter Shade of Pale – Procol Harum | L.G. Wood The Beatles                                        | Michael Aspel | Wembley Conference Centre |
| 2 | 1982 | február 4.  | Kings of the Wild Frontier – Adam & the Ants        | Tainted Love – Soft Cell                                        | John Lennon                                                  | David Jacobs  | Grosvenor House Hotel     |
| 3 | 1983 | február 8.  | Memories – Barbra Streisand                         | Come on Eileen – Dexys Midnight Runners                         | The Beatles                                                  | Tim Rice      | Grosvenor House Hotel     |
| 4 | 1984 | február 21. | Thriller – Michael Jackson                          | Karma Chameleon – Culture Club                                  | George Martin                                                | Tim Rice      | Grosvenor House Hotel     |
| 5 | 1985 | február 11. | Diamond Life – Sade                                 | Relax – Frankie Goes to Hollywood                               | The Police                                                   | Noel Edmonds  | Grosvenor House Hotel     |
| 6 | 1986 | február 10. | No Jacket Required – Phil Collins                   | Everybody Wants to Rule the World – Tears for Fears             | Elton John Wham!                                             | Noel Edmonds  | Grosvenor House Hotel     |
| 7 | 1987 | február 9.  | Brothers in Arms – Dire Straits                     | "West End Girls" – Pet Shop Boys                                | Eric Clapton                                                 | Jonathan King | Grosvenor House Hotel     |
| 8 | 1988 | február 8.  | ...Nothing Like the Sun – Sting                     | Never Gonna Give You Up – Rick Astley                           | The Who                                                      | Noel Edmonds  | Royal Albert Hall         |

### BRITs-éra
1989 és 1992 között a BBC, 1993 óta az ITV közvetítette a díjátadókat.

| #  | Év   | Dátum       | Az év brit albuma kategória győztesei                          | Az év brit kislemeze kategória győztesei                   | Kiemelkedő hozzájárulás a zenéhez díj / BRITs Icon győztesei | Műsorvezető                             | Helyszín          |
| -- | ---- | ----------- | -------------------------------------------------------------- | ---------------------------------------------------------- | ------------------------------------------------------------ | --------------------------------------- | ----------------- |
| 9  | 1989 | február 13. | The First of a Million Kisses – Fairground Attraction          | Perfect – Fairground Attraction                            | Cliff Richard                                                | Samantha Fox Mick Fleetwood             | Royal Albert Hall |
| 10 | 1990 | február 18. | The Raw and the Cooked – Fine Young Cannibals                  | Another Day in Paradise – Phil Collins                     | Queen                                                        | Cathy McGowan                           | Dominion Theatre  |
| 11 | 1991 | február 10. | Listen Without Prejudice Vol. 1 – George Michael               | Enjoy the Silence – Depeche Mode                           | Status Quo                                                   | Simon Bates                             | Dominion Theatre  |
| 12 | 1992 | február 12. | Seal – Seal                                                    | These Are the Days of Our Lives – Queen                    | Freddie Mercury                                              | Simon Bates                             | Hammersmith Odeon |
| 13 | 1993 | február 16. | Diva – Annie Lennox                                            | Could It Be Magic – Take That                              | Rod Stewart                                                  | Richard O'Brien                         | Alexandra Palace  |
| 14 | 1994 | február 14. | Connected – Stereo MC's                                        | Pray – Take That                                           | Van Morrison                                                 | Elton John RuPaul                       | Alexandra Palace  |
| 15 | 1995 | február 20. | Parklife – Blur                                                | Parklife – Blur, Phil Daniels közreműködésével             | Elton John                                                   | Chris Evans                             | Alexandra Palace  |
| 16 | 1996 | február 19. | (What's the Story) Morning Glory? – Oasis                      | Back for Good – Take That                                  | David Bowie                                                  | Chris Evans                             | Earls Court       |
| 17 | 1997 | február 24. | Everything Must Go – Manic Street Preachers                    | Wannabe – Spice Girls                                      | Bee Gees                                                     | Ben Elton                               | Earls Court       |
| 18 | 1998 | február 9.  | Urban Hymns – The Verve                                        | Never Ever – All Saints                                    | Fleetwood Mac                                                | Ben Elton                               | London Aréna      |
| 19 | 1999 | február 16. | This Is My Truth Tell Me Yours – Manic Street Preachers        | Angels – Robbie Williams                                   | Eurythmics                                                   | Johnny Vaughan                          | London Aréna      |
| 20 | 2000 | március 3.  | The Man Who – Travis                                           | She's the One – Robbie Williams                            | Spice Girls                                                  | Davina McCall                           | Earls Court Two   |
| 21 | 2001 | február 26. | Parachutes – Coldplay                                          | Rock DJ – Robbie Williams                                  | U2                                                           | Ant és Dec                              | Earls Court Two   |
| 22 | 2002 | február 20. | No Angel – Dido                                                | Don't Stop Movin' – S Club 7                               | Sting                                                        | Frank Skinner Zoe Ball                  | Earls Court Two   |
| 23 | 2003 | február 20. | A Rush of Blood to the Head – Coldplay                         | Just a Little – Liberty X                                  | Tom Jones                                                    | Davina McCall                           | Earls Court Two   |
| 24 | 2004 | február 17. | Permission to Land – The Darkness                              | White Flag – Dido                                          | Duran Duran                                                  | Cat Deeley                              | Earls Court Two   |
| 25 | 2005 | február 9.  | Hopes and Fears – Keane                                        | Your Game – Will Young                                     | Bob Geldof                                                   | Chris Evans                             | Earls Court Two   |
| 26 | 2006 | február 14. | X&Y – Coldplay                                                 | Speed of Sound – Coldplay                                  | Paul Weller                                                  | Chris Evans                             | Earls Court       |
| 27 | 2007 | február 15. | Whatever People Say I Am, That's What I'm Not – Arctic Monkeys | Patience – Take That                                       | Oasis                                                        | Russell Brand                           | Earls Court       |
| 28 | 2008 | február 9.  | Favourite Worst Nightmare – Arctic Monkeys                     | Shine – Take That                                          | Paul McCartney                                               | The Osbournes                           | Earls Court       |
| 29 | 2009 | február 18. | Rockferry – Duffy                                              | The Promise – Girls Aloud                                  | Pet Shop Boys                                                | James Corden Mathew Horne Kylie Minogue | Earls Court       |
| 30 | 2010 | február 16. | Lungs – Florence and the Machine                               | Beat Again – JLS                                           | Robbie Williams                                              | Peter Kay                               | Earls Court       |
| 31 | 2011 | február 15. | Sigh No More – Mumford & Sons                                  | Pass Out – Tinie Tempah, Labrinth                          | nem volt győztes                                             | James Corden                            | O2 Aréna          |
| 32 | 2012 | február 21. | 21 – Adele                                                     | What Makes You Beautiful – One Direction                   | Blur                                                         | James Corden                            | O2 Aréna          |
| 33 | 2013 | február 20. | Our Version of Events – Emeli Sandé                            | Skyfall – Adele                                            | nem volt győztes                                             | James Corden                            | O2 Aréna          |
| 34 | 2014 | február 19. | AM – Arctic Monkeys                                            | Waiting All Night – Rudimental, Ella Eyre közreműködésével | Elton John                                                   | James Corden                            | O2 Aréna          |
| 35 | 2015 | február 25. | X – Ed Sheeran                                                 | Uptown Funk – Mark Ronson, Bruno Mars közreműködésével     | nem volt győztes                                             | Ant és Dec                              | O2 Aréna          |
| 36 | 2016 | február 24. | 25 – Adele                                                     | Hello – Adele                                              | David Bowie                                                  | Ant és Dec                              | O2 Aréna          |
| 37 | 2017 | február 22. | Blackstar – David Bowie                                        | Shout Out to My Ex – Little Mix                            | Robbie Williams                                              | Dermot O'Leary Emma Willis              | O2 Aréna          |
| 38 | 2018 | február 21. | Gang Signs & Prayer – Stormzy                                  | Human – Rag'n'Bone Man                                     | nem volt győztes                                             | Jack Whitehall                          | O2 Aréna          |
| 39 | 2019 | február 20. | A Brief Inquiry into Online Relationships – The 1975           | One Kiss – Calvin Harris és Dua Lipa                       | P!nk                                                         | Jack Whitehall                          | O2 Aréna          |
| 40 | 2020 | február 18. | Psychodrama – Dave                                             | Someone You Loved – Lewis Capaldi                          | nem volt győztes                                             | Jack Whitehall                          | O2 Aréna          |
| 41 | 2021 | május 11.   | Future Nostalgia – Dua Lipa                                    | Watermelon Sugar – Harry Styles                            | Taylor Swift                                                 | Jack Whitehall                          | O2 Aréna          |
| 42 | 2022 | február 8.  | 30 – Adele                                                     | Easy On Me – Adele                                         | nem volt győztes                                             | Mo Gilligan                             | O2 Aréna          |

## Kategóriák
Jelenlegi
- Az év brit albuma
- Az év dala
- Az év brit producere
- Brit férfi szólóelőadó
- Brit női szólóelőadó
- Brit együttes
- Best New Artist
- Rising Star-díj
- Nemzetközi férfi szólóelőadó
- Nemzetközi női szólóelőadó

Megszüntetett
- Az év brit videóklipje
- Brit dance előadó
- Brit élő előadó
- Brit pop előadó
- Brit rock előadó
- Brit városi előadó
- Klasszikus felvétel
- Klasszikus szólóalbum (1977)
- Vígjáték felvétel (1985)
- Nemzetközi Album
- Nemzetközi előadó
- Nemzetközi együttes
- Nemzetközi szólóelőadó
- Nemzetközi breakthrough előadó
- Nem zenei felvétel (1977)
- Zenekari Album (1977)
- Filmzene

Különleges
- Egy generáció előadója (1996)
- Legtöbb albumot eladott előadó (1998)
- 1993 legtöbbet eladott albuma és kislemeze (1994)
- 1999-ban legtöbb jegyet eladó előadója (2000)
- A 30 év legjobb albuma (2010)
- A 25 év legjobb kislemeze (2005)
- Freddie Mercury-díj (1996, 1998–1999)
- Global Success-díj (2013–2019)
- Icon-díj (2014, 2016–2017)
- Életmű-díj (1983)
- A 30 év legjobb koncertje (2010)
- 1992-ben Legtöbb jegyet eladó előadó (1993)
- Kiemelkedő hozzájárulás a zenéhez díj (1977, 1982–2010, 2012, 2019)
- Sony Trophy Award for Technical Excellence (1983–1984)
- Special Award (1983, 1985)
- Special Recognition (2011, 2013)

## Szavazás folyamata
A BRIT Awards honlapja szerint az Official Charts Company állítja össze az előadók, albumok és kislemezek listáját, akik megnyerhetik a díjat, amelyet ezt követően a zeneipar több, mint ezer tagja értékel, online. Rajongók legutóbb 2019-ben szavazhattak.

## Fellépők
Robbie Williams és a Coldplay lépett fel a legtöbb díjátadón, mind hétszer. Rihanna és Adele pedig négyszer (2008, 2011, 2012 and 2016).

| Year | Fellépők (fellépési sorrendben) |
| ---- | --- |
| 1985 | Alison Moyet, Bronski Beat, Howard Jones, Nik Kershaw és Tina Turner |
| 1986 | Huey Lewis and the News, Kate Bush, Phil Collins és Tears for Fears |
| 1987 | Chris de Burgh, Curiosity Killed the Cat, Five Star, Level 42, Simply Red, Spandau Ballet és Whitney Houston                                                                                           |
| 1988 | Bananarama, Bee Gees, Chris Rea, Pet Shop Boys Dusty Springfielddel, Rick Astley, Terence Trent D'Arby, T'Pau és The Who                                                                               |
| 1989 | Bros, Def Leppard, Fairground Attraction, Gloria Estefan és Miami Sound Machine, Randy Newman, Tanita Tikaram és Yazz                                                                                  |
| 1990 | Lisa Stansfield, Neneh Cherry, Nigel Kennedy, Phil Collins és Soul II Soul |
| 1991 | EMF, The Beautiful South és Status Quo |
| 1992 | The KLF, Extreme Noise Terror, Lisa Stansfield, Beverley Craven és P.M. Dawn |
| 1993 | Suede, Peter Gabriel, Cirque du Soleil, Bill Wyman és Madness |
| 1994 | Björk, PJ Harvey, Bon Jovi, Brian May, Dina Carroll, Elton John, Meatloaf, Pet Shop Boys, Stereo MCs, Take That, Van Morrison és Shane MacGowan                                                        |
| 1995 | Blur, East 17, Eddi Reader, Elton John, Eternal, Sting, M People, Madonna és Take That |
| 1996 | Alanis Morissette, David Bowie, Pet Shop Boys, Michael Jackson, Pulp, Simply Red és Take That |
| 1997 | Bee Gees, Diana Ross, Jamiroquai, The Fugees, Manic Street Preachers, Mark Morrison, Prince, Sheryl Crow, Skunk Anansie és Spice Girls                                                                 |
| 1998 | All Saints, Chumbawamba, Finlay Quaye, Fleetwood Mac, Robbie Williams, Tom Jones, Shola Ama, Spice Girls, Texas, The Method Man és The Verve                                                           |
| 1999 | B*Witched, Billie Piper, Cleopatra, Steps, Tina Cousins, Supatroopers, Boyzone, The Corrs, David Bowie, Placebo, Eurythmics, Stevie Wonder, Manic Street Preachers, Robbie Williams és Whitney Houston |
| 2000 | Basement Jaxx, 5ive, Queen, Geri Halliwell, Macy Gray, Ricky Martin, Spice Girls, Stereophonics, Tom Jones, Travis és Will Smith                                                                       |
| 2001 | Coldplay, Craig David, Destiny's Child, Eminem, Hear'Say, Robbie Williams, Sonique, Westlife és U2 |
| 2002 | Anastacia, Jamiroquai, Dido, Gorillaz, Kylie Minogue, Mis-Teeq, Shaggy, Ali G, So Solid Crew, Sting és The Strokes                                                                                     |
| 2003 | Avril Lavigne, Blue, Coldplay, David Gray, George Michael, Ms Dynamite, Justin Timberlake, Kylie Minogue, Liberty X, Pink, Sugababes és Tom Jones                                                      |
| 2004 | 50 Cent, Beyoncé, Muse, Black Eyed Peas, Busted, Alicia Keys, Gwen Stefani, Missy Elliott, Jamie Cullum, Katie Melua és a Duran Duran                                                                  |
| 2005 | Daniel Bedingfield, Natasha Bedingfield, Franz Ferdinand, Green Day, Gwen Stefani, Jamelia, Lemar, Keane, Snoop Dogg, Pharrell Williams, Scissor Sisters, Bob Geldof, Robbie Williams és The Streets   |
| 2006 | Coldplay, KT Tunstall, Kaiser Chiefs, James Blunt, Kanye West, Kelly Clarkson, Gorillaz, Jack Johnson, Paul Weller és Prince                                                                           |
| 2007 | Scissor Sisters, Snow Patrol, Amy Winehouse, The Killers, Take That, Red Hot Chili Peppers, Corinne Bailey Rae és Oasis                                                                                |
| 2008 | Mika, Beth Ditto, Rihanna, Klaxons, Kylie Minogue, Kaiser Chiefs, Leona Lewis, Mark Ronson, Adele, Daniel Merriweather, Amy Winehouse és Paul McCartney                                                |
| 2009 | U2, Girls Aloud, Coldplay, Duffy, Take That, Kings of Leon, The Ting Tings, Estelle, Pet Shop Boys, Lady Gaga és Brandon Flowers                                                                       |
| 2010 | Lily Allen, JLS, Kasabian, Lady Gaga, Florence + the Machine, Dizzee Rascal, Jay-Z, Alicia Keys, Cheryl Cole és Robbie Williams                                                                        |
| 2011 | Take That, Adele, Rihanna, Mumford & Sons, Plan B, Arcade Fire, Tinie Tempah, Eric Turner, Labrinth, Justin Bieber, David Jensen, Terry Wogan, Cee Lo Green és Paloma Faith                            |
| 2012 | Coldplay, Florence and the Machine, Olly Murs, Rizzle Kicks, Ed Sheeran, Noel Gallagher's High Flying Birds, Chris Martin, Adele, Bruno Mars, Rihanna és Blur                                          |
| 2013 | Muse, Robbie Williams, Justin Timberlake, Taylor Swift, One Direction, Ben Howard, Mumford & Sons és Emeli Sandé                                                                                       |
| 2014 | Arctic Monkeys, Katy Perry, Bruno Mars, Beyoncé, Disclosure, Lorde, Aluna Francis, Ellie Goulding, Bastille, Rudimental, Ella Eyre, Pharrell Williams és Nile Rodgers                                  |
| 2015 | Taylor Swift, Sam Smith, Royal Blood, Ed Sheeran, Kanye West, Allan Kingdom, Theophilus London, Take That, George Ezra, Paloma Faith és Madonna                                                        |
| 2016 | Coldplay, Justin Bieber, James Bay, Jess Glynne, Rihanna, SZA, Drake, Little Mix, The Spiders from Mars, Lorde, The Weeknd és Adele                                                                    |
| 2017 | Little Mix, Bruno Mars, Emeli Sandé, The 1975, Chris Martin, Katy Perry, Skip Marley, Skepta, The Chainsmokers, Coldplay, Ed Sheeran, Stormzy és Robbie Williams                                       |
| 2018 | Justin Timberlake, Chris Stapleton, Rag'n'Bone Man, Jorja Smith, Dua Lipa, Ed Sheeran, Foo Fighters, Liam Gallagher, Sam Smith, Kendrick Lamar, Rita Ora, Liam Payne és Stormzy                        |
| 2019 | Hugh Jackman, George Ezra, Little Mix, Ms Banks, Jorja Smith, Calvin Harris, Rag'n'Bone Man, Sam Smith, Dua Lipa, Jess Glynne, H.E.R., The 1975, Pink és Dan Smith                                     |
| 2020 | Billie Eilish, Harry Styles, Celeste, Dave, Lewis Capaldi, Mabel és Stormzy |
| 2021 | Coldplay, Dua Lipa, Griff, Arlo Parks, Years & Years és Elton John, Headie One, Rag'n'Bone Man és Pink, Olivia Rodrigo és The Weeknd                                                                   |

## Legsikeresebb előadók
Több előadó is elnyerte többször a díjat. Az alábbi listán azok szerepelnek, akik legalább négyet tudhatnak magukénak.

### Brit előadók
| Díjak száma | Előadó                                   |
| ----------- | ---------------------------------------- |
| 18          | Robbie Williams 5 a Take That tagjaként  |
| 9           | Adele                                    |
| 9           | Coldplay                                 |
| 9           | Harry Styles 7 a One Direction tagjaként |
| 8           | Annie Lennox 1 az Eurythmics tagjaként   |
| 8           | Take That                                |
| 7           | Arctic Monkeys                           |
| 7           | Paul McCartney 4 a The Beatles tagjaként |
| 7           | One Direction                            |
| 6           | David Bowie                              |
| 6           | Phil Collins                             |
| 6           | Oasis                                    |
| 6           | Ed Sheeran                               |
| 5           | Blur                                     |
| 5           | Dua Lipa                                 |
| 5           | Elton John                               |
| 5           | John Lennon 4 a The Beatles tagjaként    |
| 5           | George Michael 2 a Wham! tagjaként       |
| 5           | Spice Girls                              |
| 5           | Sting 2 a The Police tagjaként           |
| 4           | The Beatles                              |
| 4           | Dido                                     |
| 4           | Manic Street Preachers                   |
| 4           | Freddie Mercury 3 a Queen tagjaként      |
| 4           | Emeli Sandé                              |
| 4           | Paul Weller                              |

### Nemzetközi előadók
| Díjak száma | Előadó                                                   |
| ----------- | -------------------------------------------------------- |
| 7           | Prince 2 a The Revolutionnal                             |
| 7           | U2                                                       |
| 6           | Dave Grohl 5 a Foo Fighters és egy a Nirvana tagjaként   |
| 6           | Michael Jackson                                          |
| 5           | Björk                                                    |
| 5           | Foo Fighters                                             |
| 4           | Beyoncé 1 a Destiny's Child és 1 a The Carters tagjaként |
| 4           | Eminem                                                   |
| 3           | Beck                                                     |
| 3           | Lady Gaga                                                |
| 3           | Bruno Mars                                               |
| 3           | Kylie Minogue                                            |
| 3           | R.E.M.                                                   |
| 3           | Scissor Sisters                                          |
| 3           | Justin Timberlake                                        |
| 3           | Kanye West                                               |
| 2           | Arcade Fire                                              |
| 2           | Justin Bieber                                            |
| 2           | Tracy Chapman                                            |
| 2           | Neneh Cherry                                             |
| 2           | Lana Del Rey                                             |
| 2           | Drake                                                    |
| 2           | Macy Gray                                                |
| 2           | Green Day                                                |
| 2           | Natalie Imbruglia                                        |
| 2           | Jay-Z 1 a The Carters tagjaként                          |
| 2           | The Killers                                              |
| 2           | Kings of Leon                                            |
| 2           | Lorde                                                    |
| 2           | Madonna                                                  |
| 2           | P!nk                                                     |
| 2           | The Revolution                                           |
| 2           | Rihanna                                                  |
| 2           | Paul Simon 1 a Simon & Garfunkel tagjaként               |

## Közvetítés
| Év   | Adás        | Nézettség (millió) |
| ---- | ----------- | ------------------ |
| 1999 | február 17. | 9.86               |
| 2000 | március 4.  | 9.61               |
| 2001 | február 27. | 8.62               |
| 2002 | február 21. | 7.83               |
| 2003 | február 20. | 7.64               |
| 2004 | február 17. | 6.18               |
| 2005 | február 10. | 6.32               |
| 2006 | február 16. | 4.70               |
| 2007 | február 14. | 5.43               |
| 2008 | február 20. | 6.35               |
| 2009 | február 18. | 5.49               |
| 2010 | február 16. | 6.52               |
| 2011 | február 15. | 4.79               |
| 2012 | február 21. | 6.63               |
| 2013 | február 20. | 5.91               |
| 2014 | február 19. | 3.84               |
| 2015 | február 25. | 5.99               |
| 2016 | február 24. | 6.22               |
| 2017 | február 22. | 5.57               |
| 2018 | február 21. | 4.94               |
| 2019 | február 20. | 4.10               |
| 2020 | február 18. | 3.80               |
| 2021 | május 21.   | -                  |